# Premier e Ministri-capo degli Stati e dei Territori dell'Australia
I Premier e i Ministri-capo degli Stati e dei Territori Australiani (in inglese Premiers and Chief-Ministers of Australian States and Territories) sono i capi dei governi esecutivi nei sei Stati (Australia Meridionale, Australia Occidentale, Nuovo Galles del Sud, Queensland, Tasmania, Victoria) e nei due Territori autonomi autogovernati (Territorio del Nord e Territorio della Capitale Australiana) che compongono la Federazione Australiana. 

## Competenze
Essi hanno le stesse competenze, limitatamente al livello statale o territoriale ed alle relative materie loro affidate dalla Costituzione, che svolge il Primo Ministro a livello nazionale. 
Tecnicamente, il Re dell'Australia ed i Governatori statali sono i depositari formali del potere esecutivo; tuttavia, nella pratica, essi agiscono quasi sempre solo su volere e consiglio degli stessi Premier e dei Ministri-capo, tranne in circostanze estreme, come una crisi costituzionale.
Sebbene i poteri legislativi degli Stati (e dunque anche quelli esercitabili dagli amministratori locali siano definiti dalla Costituzione, il vero potere dei Premier australiani è diminuito costantemente sin dalla formazione della Federazione nel 1901, poiché il potere e la responsabilità del governo nazionale si sono gradualmente espansi a spese degli Stati. Il più importante trasferimento di potere avvenne nel 1943, quando, nell'interesse dell'unità nazionale durante la seconda guerra mondiale, gli Stati rinunciarono al loro potere di riscuotere le proprie imposte sul reddito al Commonwealth (la Federazione). Da allora le finanze degli Stati sono state essenzialmente controllate da quest’ultimo.

## Contesto e funzionamento

### Nomina
Poiché ciascuno degli enti federati australiani dotati di autogoverno è amministrato da un sistema di governo parlamentare in stile Westminster, ognuno di essi ha un proprio organo legislativo eletto dai cittadini (Legislature degli Stati e Territori d'Australia), il quale, a seguito di un'elezione generale, determina l’individuo che il Governatore locale dovrà nominare come Premier (o, nei Territori, lo elegge direttamente). Nella prassi, difatti, è spesso nominato un membro della Camera bassa (o negli enti federati con un’assemblea monocamerale semplicemente dell’Assemblea) che riesce a radunare e comandare una maggioranza semplice.

### Dimissioni
Qualora il Premier od il Ministro-capo subisse una mozione di censura o perdesse la propria maggioranza (specialmente nel caso di elezioni a lui sfavorevoli), questi deve necessariamente dimettersi, secondo la legge, e rassegnare al Governatore il proprio mandato. I Premier, tuttavia, possono anche dimettersi per altri motivi, come una perdita di fiducia del proprio partito o per semplici motivi personali.

## Storia
Poco dopo la colonizzazione di parte del continente, vennero presto creati, sotto forma di colonie britanniche, delle entità governative per amministrare le zone in controllo dei colonizzatori e per auto-gestirsi. Tali colonie, precursori degli odierni Stati e Territori, avevano spesso come figura esecutiva un governatore (o talvolta da un “tenente-governatore”) nominato dal governo britannico. 
A partire dagli anni 20 dell’Ottocento, tuttavia, il potere dei governatori fu gradualmente trasferito agli organi legislativi, inizialmente nominati, poi parzialmente eletti e infine pienamente eletti. Lo stato di Victoria fu il primo ad ottenere un pieno governo parlamentare nel 1855, seguito poi dal Nuovo Galles del Sud, dall'Australia Meridionale e dalla Tasmania nel 1856. In seguito, si aggiunsero il Queensland nel 1859 e l'Australia Occidentale (a causa della sua popolazione molto più contenuta) nel 1890.
Fino all'ascesa del Partito Laburista Australiano nel 1890, le colonie australiane non avevano sistemi di partito formali, anche se molti politici coloniali si definivano liberali o conservatori. I ministeri di solito si formavano sulla base di lealtà personali o di fazione, e salirono e caddero con grande frequenza man mano che la lealtà cambiava. Le politiche coloniali erano comunemente considerate parrocchiali, corrotte e ciniche, e in molti casi lo erano.
L'ascesa dei Laburisti ha quindi costretto le colonie a muoversi verso un sistema bipartitico, anche se la politica statale rimase più personalistica e meno ideologica della politica nazionale per molti anni. Dal 1910 circa la politica statale ha seguito più o meno lo stesso schema di partiti della politica nazionale australiana (vedi Politica dell'Australia).

## Relazioni tra i Capi di governo locali e gli altri livelli governativi
Per molti decenni, gli amministratori locali si sono spesso incontrati tra loro e con il Primo ministro alle cosiddette “Conferenze dei Premier” (assimilabile all’italiana Conferenza Stato-Regioni. Dal 1992 al 2020, tuttavia, tali incontri si sono svolti attraverso il Consiglio dei governi australiani (COAG), che comprende anche i Ministri-capo dei territori e un Rappresentante del governo locale, poi rimosso.

## Attuali Premier e Ministri-capo

Premier e Ministri-capo per affiliazione politica e per Stato e Territorio (2024)

| Stato o Territorio                    | Titolare | Titolare          | Inizio mandato    | Partito | Titolo                                                  | Governo gestito                                   |
| ------------------------------------- | -------- | ----------------- | ----------------- | ------- | ------------------------------------------------------- | ------------------------------------------------- |
| Nuovo Galles del Sud                  |          | Chris Minns       | 28 marzo 2023     | ALP     | Premier del Nuovo Galles del Sud                        | Governo del Nuovo Galles del Sud                  |
| Victoria                              |          | Jacinta Allan     | 27 settembre 2023 | ALP     | Premier di Victoria                                     | Governo di Victoria                               |
| Queensland                            |          | David Crisafulli  | 28 ottobre 2024   | LPA     | Premier del Queensland                                  | Governo del Queensland                            |
| Australia Occidentale                 |          | Roger Cook        | 17 marzo 2017     | ALP     | Premier dell’Australia Occidentale                      | Governo dell’Australia Occidentale                |
| Australia Meridionale                 |          | Peter Malinauskas | 21 marzo 2022     | ALP     | Premier dell’Australia Meridionale                      | Governo dell’Australia Meridionale                |
| Tasmania                              |          | Jeremy Rockliff   | 8 aprile 2022     | LPA     | Premier della Tasmania                                  | Governo della Tasmania                            |
| Territorio della Capitale Australiana |          | Andrew Barr       | 11 dicembre 2014  | ALP     | Ministro-capo del Territorio della Capitale Australiana | Governo del Territorio della Capitale Australiana |
| Territorio del Nord                   |          | Lia Finocchiaro   | 28 agosto 2024    | CLP     | Ministro-capo del Territorio del Nord                   | Governo del Territorio del Nord                   |